# Freeridge
Freeridge és una sèrie de comèdia i drama per a adolescents nord-americana creada per Lauren Iungerich, Eddie Gonzalez, Jeremy Haft, Jamie Dooner i Jamie Uyeshiro que es va estrenar a Netflix el 2 de febrer de 2023. És un spin-off d'On My Block. Ha estat subtitulada al català.

## Repartiment

### Protagonistes
- Keyla Monterroso Mejia com a Gloria[2]
- Bryana Salaz com a Ines,[2] germana petita de la Gloria.
- Tenzing Norgay Trainor cpom a Cameron[2]
- Ciara Riley Wilson com a Demi[2]
- Peggy Blow com a Mariluna

### Secundaris
- Zaire Adams com a Andre, parella d'en Cameron
- Paula Garces com a Geny, Mare de la Ruby
- Eric Gutierrez com a Ruben, marit de la Geny
- JeanPaul SanPedro com a Javier, pare de la Gloria i l'Inesr
- J.R. Villarreal com a Tonio, tiet de la Gloria i l'Ines
- Michael Solomon com a Rust

## Capítols
| Núm. | Títol                | Direcció         | Guió                                                                    | Data d'estrena original |
| ---- | -------------------- | ---------------- | ----------------------------------------------------------------------- | ----------------------- |
| 1    | «The Box»            | Lauren Iungerich | Jamie Uyeshiro Lauren Iungerich Eddie Gonzalez Jeremy Haft Jamie Dooner | 2 de febrer de 2023     |
| 2    | «Cake»               | Lauren Iungerich | Lauren Iungerich                                                        | 2 de febrer de 2023     |
| 3    | «Cinnamon»           | Eli Gonda        | Jamie Uyeshiro                                                          | 2 de febrer de 2023     |
| 4    | «Dead Mom»           | Arlyn Richardson | Veronica Rodriguez                                                      | 2 de febrer de 2023     |
| 5    | «Edward Claw Hands»  | Joe Suarez       | Christy Stratton                                                        | 2 de febrer de 2023     |
| 6    | «Revenge»            | Paula Garces     | Jamie Uyeshiro                                                          | 2 de febrer de 2023     |
| 7    | «Karmic Coincidence» | Eli Gonda        | Lauren Iungeric Jamie Uyeshiro                                          | 2 de febrer de 2023     |
| 8    | «Thanksgiving»       | Lauren Iungerich | Lauren Iungerich                                                        | 2 de febrer de 2023     |